# Bảo vệ ông chủ
Bảo vệ ông chủ (tiếng Hàn: 보스를 지켜라; Romaja: Boseureul Jikyeora, tiếng Anh: Protect the Boss) là phim truyền hình Hàn Quốc hài lãng mạn được công chiếu vào năm 2011. Phim có sự tham gia diễn xuất của Choi Kang-hee, Ji Sung, Kim Jaejoong, Wang Ji-hye, và Park Yeong-gyu. Phim được phát sóng lần đầu trên SBS trong thời gian từ 3 tháng 8 đến 29 tháng 9 năm 2011 vào mỗi 21h55' thứ Tư và thứ Năm hàng tuần.
Trước đó, phim từng có một số nhan đề tạm là The Boss Has Changed (tiếng Hàn: 보스가 달라졌어요) và The Last Secretary (tiếng Hàn: 마지막 여비서).

## Nội dung
Cha Ji-heon (Ji Sung) là một thanh niên tính cách cực kỳ trẻ con. Anh làm việc không mấy chuyên tâm tại công ty DN Group do cha anh (Park Yeong-gyu) làm chủ. Ji-heon có truyền thống cạnh tranh trong công việc và tình cảm với người anh họ Cha Mu-won (Kim Jaejoong) - một người chững chạc, chăm chỉ. Cả hai người đều có thời gian quan hệ tình cảm với Seo Na-yoon (Wang Ji-hye).
Noh Eun-seol (Choi Kang-hee) là một cô gái đang cố tìm một công việc toàn thời gian. Sau khi ứng tuyển thành công vào DN Group, cô phát hiện ra Mu-won (người có mặt trong buổi phỏng vấn cô) là anh họ của Ji-heon. Cô quyết định cố gắng không bị sa thải khỏi công việc chuyên nghiệp đầu tiên này, vì thế cô cố gắng làm việc chăm chỉ và chịu đựng tính khí trẻ con của ông sếp Ji-heon. Theo thời gian, giữa hai người có sự tin tưởng và trở thành bạn bè. Cô giúp sếp vượt qua nỗi sợ nói trước đám đông và chứng minh anh có khả năng trở thành người thừa kế tập đoàn. Mọi chuyện trở nên phức tạp khi cả Ji-heon và Mu-won cùng nảy sinh tình cảm với Eun-seol...

## Phân vai
- Choi Kang-hee trong vai Noh Eun-seol[7][8]
- Ji Sung trong vai Cha Ji-heon[9][10][11]
- Kim Jaejoong trong vai Cha Mu-won[12][13]
- Wang Ji-hye trong vai Seo Na-yoon[14]
- Park Yeong-gyu trong vai Chairman Cha, cha Ji-heon
- Cha Hwa-yeon trong vai Shin Sook-hee, mẹ Mu-won
- Kim Young-ok trong vai Mrs. Song, bà của Ji-heon và Mu-won
- Ha Jae-sook trong vai Lee Myung-ran, bạn thân nhất của Eun-seol
- Jung Kyu-soo trong vai Noh Bong-man, cha Eun-seol
- Kim Hyung-bum trong vai Thư ký Kim
- Kim Ha-kyoon trong vai Thư ký Jang
- Kim Chung trong vai Hwang Kwan-jang
- Kim Seung-wook trong vai Park Sang-mu
- Lee Hee-jin trong vai Yang Ha-young
- Ahn Nae-sang (khách mời)
- Oh Hyun-kyung (khách mời)
- Yoon Gi-won (khách mời)

## Rating theo tập
| Ngày (năm 2011) | Tập số    | TNmS Ratings (%) | TNmS Ratings (%)  |
| Ngày (năm 2011) | Tập số    | Toàn quốc        | Thủ đô Seoul      |
| 3 tháng 8       | 1         | 12,1% (hạng 6)   | 14,5% (hạng 4)    |
| 4 tháng 8       | 2         | 13,4% (hạng 4)   | 16,3% (hạng 4)    |
| 10 tháng 8      | 3         | 15,3% (hạng 4)   | 18,3% (hạng nhất) |
| 11 tháng 8      | 4         | 15,3% (hạng 3)   | 17.6% (hạng nhì)  |
| 17 tháng 8      | 5         | 15,7% (hạng 4)   | 19,2% (hạng nhất) |
| 18 tháng 8      | 6         | 16,1% (hạng 4)   | 19,0% (hạng 3)    |
| 24 tháng 8      | 7         | 14,0% (hạng 4)   | 17,8% (hạng 3)    |
| 25 tháng 8      | 8         | 15.6% (hạng 4)   | 18,7% (hạng 3)    |
| 31 tháng 8      | 9         | 14,0% (hạng 4)   | 17,2% (hạng 4)    |
| 1 tháng 9       | 10        | 14,5% (hạng 4)   | 17,5% (hạng 3)    |
| 7 tháng 9       | 11        | 13,2% (hạng 5)   | 15,5% (hạng 5)    |
| 8 tháng 9       | 12        | 13,4% (hạng 5)   | 16,2% (hạng 4)    |
| 14 tháng 9      | 13        | 13,9% (hạng 4)   | 18,1% (hạng 4)    |
| 15 tháng 9      | 14        | 13,3% (hạng 5)   | 15,8% (hạng 5)    |
| 21 tháng 9      | 15        | 13,5% (hạng 6)   | 16,9% (hạng 4)    |
| 22 tháng 9      | 16        | 12,9% (hạng 8)   | 15,4% (hạng 5)    |
| 28 tháng 9      | 17        | 14,1% (hạng 4)   | 17,1% (hạng 4)    |
| 29 tháng 9      | 18        | 14.6% (hạng 4)   | 18,1% (hạng 4)    |
| Bình quân       | Bình quân | 14,1%            | 17,2%             |

Nguồn: TNmS Media Korea

## Nhạc nền
Danh sách nhạc nền
1. "우리 그냥 사랑하게 해주세요" ("Please Let Us Love") – A Pink
2. "잘 알지도 못하면서" – Lyn
3. "지켜줄게" ("I'll Protect You") – Kim Jaejoong[17]
4. "묻는다 – 엠스트리트" - M.Street
5. "그대만 보여요" ("I Can Only See You") – Yewon của nhóm Jewelry và Hwang Kwanghee của nhóm ZE:A[18]
6. "슬픈 노래는" ("Sad Song") – Heo Young-saeng[19]
7. "너 때문에" – Hyu Woo
8. "이제야 알겠어" ("Now We Know Why") – Son Hyun-woo
9. "우리 그냥 사랑하게 해주세요" (nhạc không lời)
10. "잘 알지도 못하면서" (nhạc không lời)
11. "지켜줄게" (nhạc không lời)
12. "묻는다" (nhạc không lời)
13. "그대만 보여요" (nhạc không lời)
14. "슬픈 노래는" (nhạc không lời)
15. "너 때문에" (nhạc không lời)
16. "이제야 알겠어" (nhạc không lời)

## Giải thưởng
SBS Drama Awards năm 2011
- Top Excellence Award, Actress in a Drama Special - Choi Kang-hee
- Top Excellence Award, Actor in a Drama Special - Ji Sung
- Best Supporting Actor in a Drama Special - Park Yeong-gyu
- Netizen Popularity Award, Actress - Choi Kang-hee
- Best Couple Award - Ji Sung và Choi Kang-hee
- Lifetime Achievement Award - Kim Young-ok
- Top 10 Stars - Choi Kang-hee
- Top 10 Stars - Ji Sung
- New Star Award - Wang Ji-hye
- New Star Award - Kim Jaejoong

## Phát sóng ở nước ngoài
Đại diện xuất khẩu phim của SBS cho hay các nhà nhập phim từ nhiều nước châu Á như Nhật Bản, Đài Loan, Singapore, Malaysia, Indonesia, Thái Lan, Philippines thực sự quan tâm đến phim Bảo vệ ông chủ. Phim này rất phổ biến ở Nhật Bản và được phát trên nhiều kênh, bao gồm: kênh truyền hình vệ tinh trả tiền KNTV, DATV, KBS Japan, BS Japan TV và TBS. Tại Việt Nam, phim Bảo vệ ông chủ được phát sóng lần đầu trên kênh VTC9 từ ngày 5 tháng 4 năm 2012 vào mỗi 19h30' các ngày trong tuần.
Tiếp theo phim được TVM Corp. mua bản quyền và phát sóng trên kênh HTV3.

## Làm lại
Phim được làm lại ở Ukraina với nhan đề Спасти Босса (tạm dịch là "Bảo vệ ông chủ"). Phim này được phát trên kênh Kanal Ukraina vào năm 2012.